# Jarczyn
Jarczyn – przysiółek wsi Gozna   w Polsce położona w województwie świętokrzyskim, w powiecie jędrzejowskim, w gminie Jędrzejów.
W latach 1975–1998 miejscowość administracyjnie należała do województwa kieleckiego.